# Yelena Khanga
Yelena Hanga (en russe Еле́на Абдула́евна Ха́нга), née le 1er mai 1962 à Moscou est une journaliste russe. Après la désintégration de l'Union soviétique, elle a été la première présentatrice d'un célèbre talk show sur le sexe (Про Это, À propos de cela) à la télévision russe dans les années 1990. Yelena Hanga est l'un des visages afro-russe les plus connus en Russie.

## Biographie
Yelena Hanga est la fille de l'ancien premier ministre du Zanzibar Abdullah Kassim Hanga (assassiné en 1964) et de Lily Khanga (prononcer Han-ga), une éducatrice et historienne (née Golden), fille d'un couple interracial new yorkais qui avait immigré en URSS dans les années 1930. 
Après avoir obtenu son diplôme de l’Université d’État de Moscou, Khanga est embauchée par le Moscow News et devient la première journaliste russe à participer à un programme d’échange avec le Christian Science Monitor, basé aux États-Unis, en 1988. Grâce à cet échange, Khanga acquiert sa renommée aux États-Unis, beaucoup d'Américains étant surpris d'apprendre l'existence de russes d'origine africaine.
Khanga est la modératrice de la série télévisée russe The Domino Effect. Elle anime aussi le premier talk-show russe consacré à la sexualité de 1997 à 2000, qui traitait de sujets tels que le VIH / sida, l'homosexualité et le harcèlement sexuel au travail.
Depuis les années 2000, elle  présente en duo ou en solo des émissions sur la chaîne de télévision russe NTV (НТВ), il s'agit notamment de Principe domino (Принцип домино) ou encore L'Invité d'Elena Hanga (В гостях у Елены Ханги) une émission diffusée sur les antennes de Radio Komsomolskaya Pravda.
Elle a également joué dans une comédie télévisée intitulée Kanotye à Brighton Beach, à Brooklyn.